# Opere di Gilbert Keith Chesterton

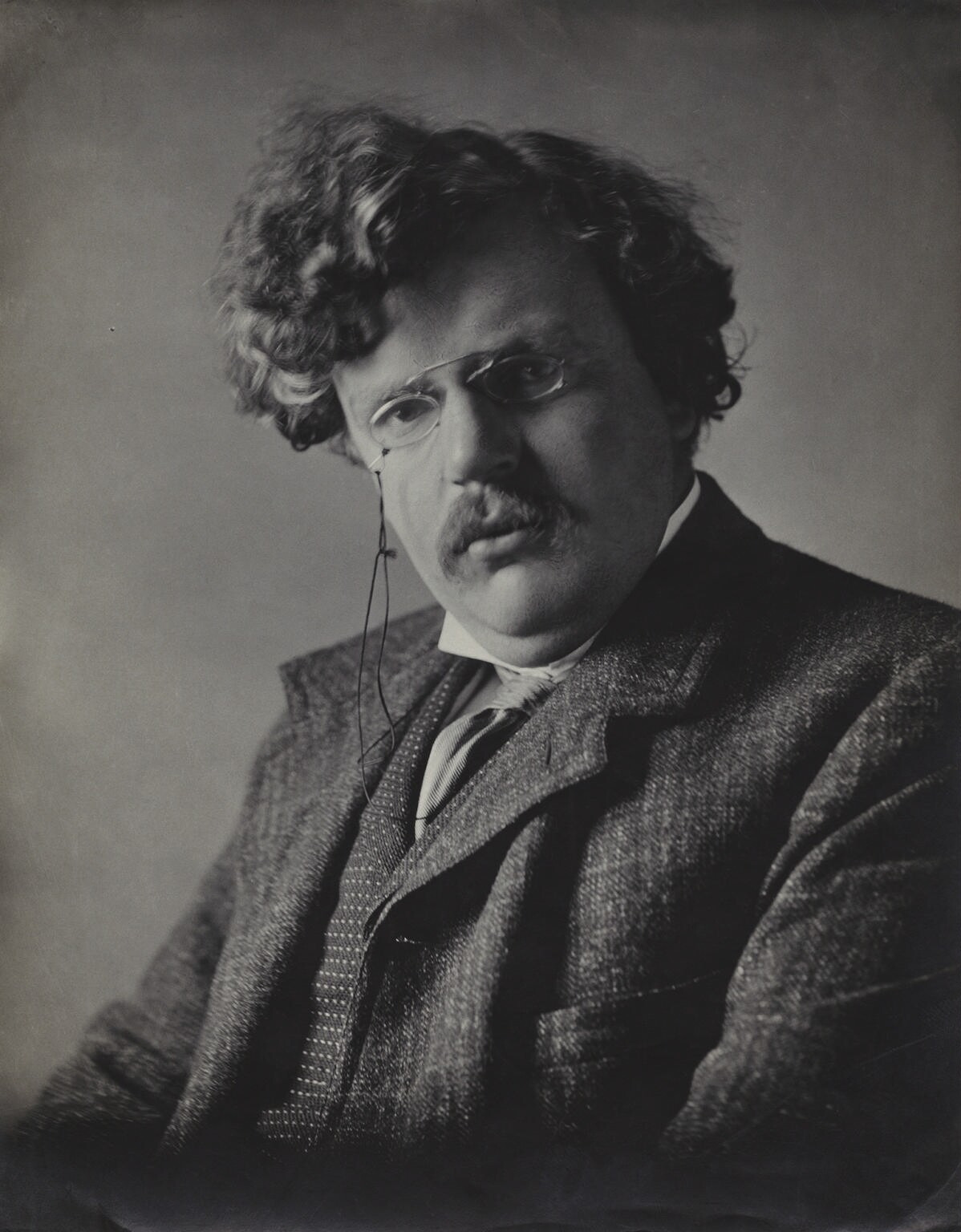
Gilbert Keith Chesterton.

Segue un elenco parziale delle opere dello scrittore inglese Gilbert Keith Chesterton (1874 – 1936).

## Poesia
- 1900, Burloni barbagrigia (Greybeards at Play)
- 1900, Il cavaliere pazzo e altre poesie (The Wild Knight and Other Poems)
- 1911, La ballata del Cavallo Bianco (The Ballad of the White Horse)
- 1911, Lepanto (Lepanto)
- 1915, Poesie (Poems)
- 1915, Il vino, l'acqua e la canzone (Wine, water and song)
- 1922, La ballata di santa Barbara (The Ballad of Santa Barbara)
- 1926, La regina delle sette spade (The Queen of Seven Swords)
- 1927, Poesie raccolte (Collected Poems)
- 1927, Gloria in profundis (Gloria in Profundis)
- 1929, Ubi ecclesia (Ubi Ecclesia)
- 1930, La tomba di Artù (The Grave of Arthur)

Opere e raccolte postume
- 1938, Le terre colorate (The Coloured Lands)

## Raccolte di racconti
- 1905, Il circolo dei mestieri stravaganti (The Club of Queer Trades)
- 1922, L'uomo che sapeva troppo (The Man Who Knew Too Much)
- 1925, Racconti dell'arco lungo (Tales of the Long Bow)
- 1929, Il poeta e i pazzi (The Poet and the Lunatics)
- 1930, Quattro candide canaglie (Four Faultess Felons)

Opere e raccolte postume
- 1937, I paradossi del signor Pond (The Paradoxes of Mr. Pond)
- 1956, Luce diurna e incubo (Daylight and Nightmare)

### Padre Brown
- 1911, L'innocenza di padre Brown (The Innocence of Father Brown)
- 1914, La saggezza di padre Brown (The Wisdom of Father Brown)
- 1926, L'incredulità di padre Brown (The Incredulity of Father Brown)
- 1927, Il segreto di padre Brown (The Secret of Father Brown)
- 1935, Lo scandalo di padre Brown (The Scandal of Father Brown)

## Saggi
- 1901, L'imputato (The Defendant)
- 1905, Eretici (Heretics)
- 1907, Introduzione al Libro di Giobbe (Introduction)
- 1908, Ortodossia (Orthodoxy)
- 1909, Tremende bazzecole (Tremendous Trifles)
- 1910, Ciò che non va nel mondo (What's Wrong with the World)
- 1911, Allarmi e divagazioni (Alarms and Discursions)
- 1913, L'età vittoriana nella letteratura (The Victorian Age in Literature)
- 1915, I crimini dell'Inghilterra (The Crimes of England)
- 1916, Divorzio contro democrazia (Divorce versus Democracy)
- 1917, L'utopia degli usurai (Utopia of Usurers and Other Essays)
- 1919, Impressioni irlandesi (Irish Impressions)
- 1920, Gli usi della diversità (The Uses of Diversity)
- 1920, La nuova Gerusalemme (The New Jerusalem)
- 1922, Eugenetica e altri malanni (Eugenics and Other Evils)
- 1922, Quello che ho visto in America (What I Saw in America)
- 1922–23, Dove portano tutte le strade (Where All Roads Lead)
- 1924, La fine della strada romana (The End of the Roman Road)
- 1925, L'uomo eterno (The Everlasting Man)
- 1927, Il profilo della sanità (The Outline of Sanity)
- 1930, La resurrezione di Roma (The Resurrection of Rome)
- 1935, Il pozzo e le pozzanghere (The Well and the Shallows)

Opere e raccolte postume
- 1950, L'uomo comune (The Common Man)

### Biografie
- 1903, Lev Tolstoj (Lev Tolstoj)
- 1903, Robert Browning (Robert Browning)
- 1903, La semplicità e Tolstoj (Semplicity and Tolstoj)
- 1903, Tennyson (Tennyson)
- 1903, Thackeray (Thackeray)
- 1904, G. F. Watts (G. F. Watts)
- 1906, Charles Dickens (Charles Dickens)
- 1910, George Bernard Shaw (George Bernard Shaw)
- 1910, William Blake (William Blake)
- 1923, Samuel Johnson (Samuel Johnson)
- 1923, San Francesco d'Assisi (St. Francis of Assisi)
- 1925, William Cobbett (William Cobbett)
- 1927, Robert Louis Stevenson (Robert Louis Stevenson)
- 1932, Chaucer (Chaucer)
- 1933, San Tommaso d'Aquino (St. Thomas Aquinas)

Opere postume
- 1936, Autobiografia (Autobiography)

## Drammi
- 1900, Il cavaliere pazzo (The Wild Knight)
- 1904–5, Il sunto e la cronaca concisa del tempo (Time's Abstract and Brief Chronicle)
- 1913, Magia: commedia fantastica (Magic: A Fantastic Comedy)
- 1925, La tentazione di sant'Antonio (The Temptation of St. Anthony)
- 1925, Il tacchino e il turco (The Turkey and the Turk)
- 1926, Quel che non volete (What You Won't)
- 1927, Il giudizio del dottor Johnson (The Judgment of Doctor Johnson)
- 1932, La sorpresa (The Surprise)